# Антті Мієттінен
Антті Маркус Мієттінен (фін. Antti Markus Miettinen; 3 липня 1980, м. Гямеенлінна, Фінляндія) — фінський хокеїст, правий нападник.
Вихованець хокейної школи ГПК Гямеенлінна. Виступав за ГПК (Гямеенлінна), «Юта Гріззліз» (АХЛ), «Даллас Старс», «Гамільтон Бульдогс» (АХЛ), «Міннесота Вайлд», «Ак Барс» (Казань), «Фрібур-Готтерон», «Айсберен Берлін».
У чемпіонатах НХЛ — 539 матчів (97+133), у турнірах Кубка Стенлі — 24 матчі (2+3). В чемпіонатах Фінляндії — 265 матчів (70+89), у плей-оф — 29 матчів (4+11).
У складі національної збірної Фінляндії учасник зимових Олімпійських ігор 2010 (6 матчів, 1+0), учасник чемпіонатів світу 2002, 2003, 2006, 2007, 2009 і 2010 (45 матчів, 8+15). У складі молодіжної збірної Фінляндії учасник чемпіонату світу 2000. 
Досягнення
- Бронзовий призер зимових Олімпійських ігор (2010)
- Срібний призер чемпіонату світу (2007), бронзовий призер (2006)
- Бронзовий призер чемпіонату Фінляндії (1999, 2000, 2002, 2003)